# Stéphane Bonsergent
Pour les articles homonymes, voir Bonsergent.
Stéphane Bonsergent, né le 3 septembre 1977 à Sainte-Gemmes-d'Andigné (Maine-et-Loire), est un coureur cycliste, professionnel de 2006 à 2011

## Biographie
Stéphane Bonsergent remporte en 2004 l'Univest Grand Prix. Lors de la saison 2005, il gagne une étape du Tour de Normandie, du Tour de Bretagne et des Boucles de la Mayenne. Il rejoint en 2006, l'équipe continentale française Bretagne-Jean Floc'h. Il remporte notamment trois victoires en Afrique : deux étapes sur le Tour du Faso 2006 et  la deuxième étape de la Tropicale Amissa Bongo 2008.
Il met un terme à sa carrière de coureur à la fin de la saison 2011.

## Palmarès
- 2000
  - 2e du championnat d'Île-de-France de cyclo-cross
- 2002
  - 3e du championnat d'Île-de-France de cyclo-cross
- 2003
  - 3e étape de la Ronde de l'Oise
  - 2e des Boucles de la Loire
  - 3e du Circuit des plages vendéennes
  - 3e d'Orvault-Saint-Nazaire-Orvault
  - 3e du Tour du canton de Hautefort
  - 3e du Tour de la Porte Océane
- 2004
  - Circuit des plages vendéennes :
    - Classement général
    - 7e étape

  - Paris-Ézy
  - Univest Grand Prix
  - 2e du championnat d'Île-de-France
- 2005
  - 1re étape du Tour de Normandie
  - 4e étape du Tour de Bretagne
  - 4e étape des Boucles de la Mayenne
  - 3e du Grand Prix de Beuvry-la-Forêt
  - 3e du Grand Prix de Bavay
- 2006
  - Circuit de la Nive
  - 4e et 9e étapes du Tour du Faso
- 2007
  - Ronde du Pays basque
  - Boucles guégonnaises
  - 2e de la Val d'Ille U Classic 35
  - 2e de Nantes-Segré
- 2008
  - 2e étape de la Tropicale Amissa Bongo
- 2009
  - 2e du Tro Bro Leon

## Classements mondiaux
| Année           | 2005 | 2006 | 2007 | 2008 | 2009 | 2010 | 2011 |
| --------------- | ---- | ---- | ---- | ---- | ---- | ---- | ---- |
| UCI Africa Tour |      |      | 75e  | 53e  |      |      |      |
| UCI Europe Tour | 229e | 269e | 190e | 571e | 103e |      | 475e |